# Bad But Good
Bad But Good es el primer EP  del grupo surcoreano Miss A.
El disco fue lanzado el primero de julio de 2010 y contiene cuatro canciones. «Bad Girl Good Girl» fue el sencillo a promocionar y alcanzó el número uno en varias listas musicales de Corea. «Love Again» es la tercera canción del disco y al igual que «Bad Girl Good Girl» tuvo un vídeo musical, aunque fue lanzada como sencillo antes de que se lanzara el disco,convirtiéndola en la segunda canción más importante del disco.

## Sencillos
- Bad Girl Good Girl
- Love Again

## Lista de canciones
Nº - canción - duración
1 - "Bad Girl Good Girl" — 3:37
2 - "Looking At Each Other" (딱 마주쳐) — 3:05
3 - "Love Again" (다시 사랑) — 3:26
4 - "Break It" — 3:48